# Calder Willingham
Calder Willingham (Atlanta, 23 dicembre 1922 – Laconia, 19 febbraio 1995) è stato uno scrittore e sceneggiatore statunitense.
Autore non prolifico, adattò molte delle sue opere letterarie al cinema, ottenendo grande successo con la sceneggiatura originale de Il laureato, per cui vinse un BAFTA alla migliore sceneggiatura.

## Filmografia parziale

### Soggetto
- Rosa Scompiglio e i suoi amanti (Rambling Rose), regia di Martha Coolidge (1991)

### Sceneggiatore
- Orizzonti di gloria (Paths of Glory), regia di Stanley Kubrick (1957)
- I vichinghi (The Vikings), regia di Richard Fleischer (1958)
- I due volti della vendetta (One-Eyed Jacks), regia di Marlon Brando (1960)
- Il laureato (The Graduate), regia di Mike Nichols (1967)
- Il piccolo grande uomo (Little Big Man), regia di Arthur Penn (1970)
- Gang (Thieves Like Us), regia di Robert Altman (1974)
- Rosa Scompiglio e i suoi amanti (Rambling Rose), regia di Martha Coolidge (1991)